# Liste von Söhnen und Töchtern der Stadt Providence
Dies ist eine Liste bekannter Persönlichkeiten, die in der US-amerikanischen Stadt Providence (Rhode Island) geboren wurden. Die Liste erhebt keinen Anspruch auf Vollständigkeit.

## 17. bis 19. Jahrhundert

### 1680–1850

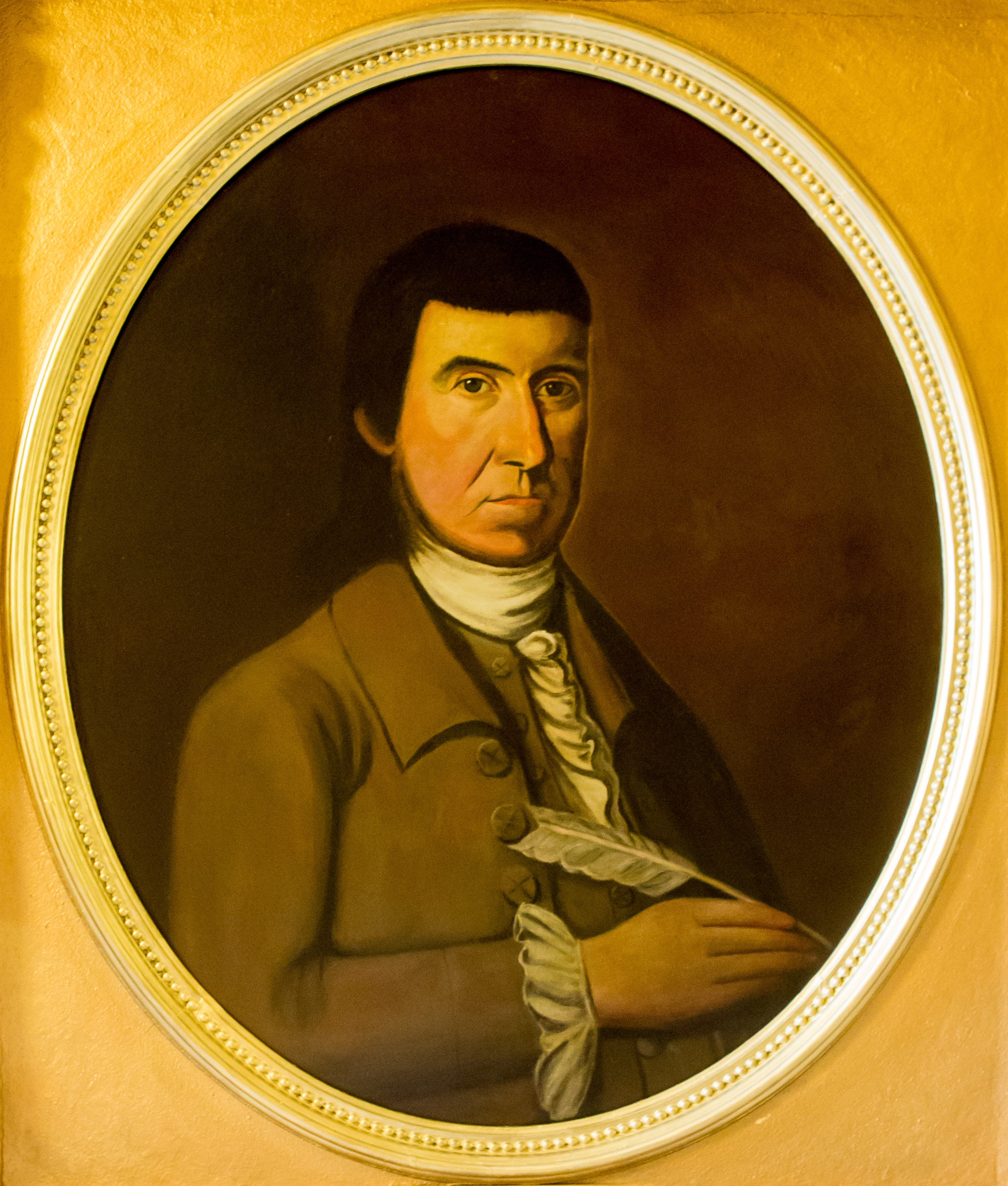
Nicholas Cooke
(1717–1782)

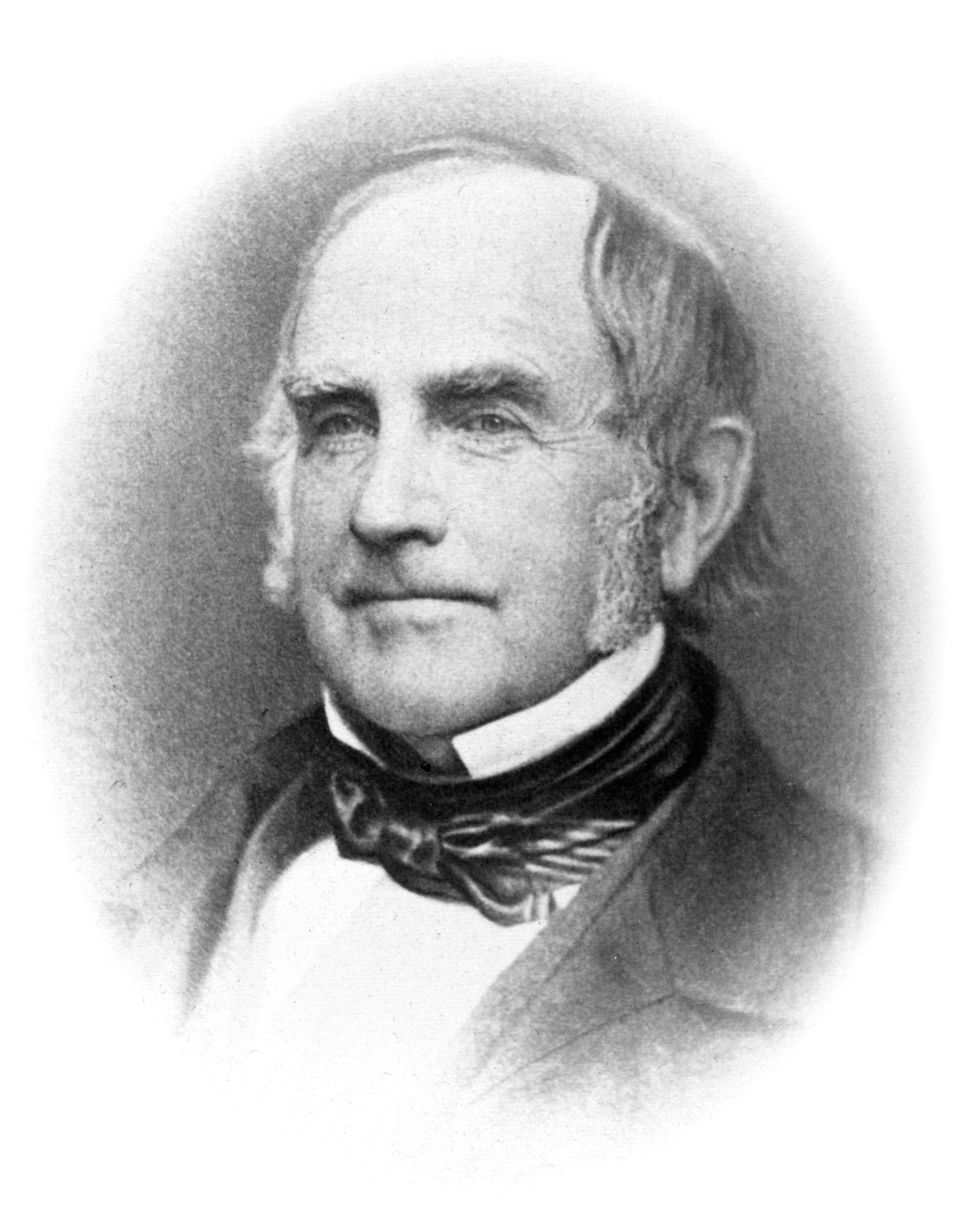
Philip Allen
(1785–1865)

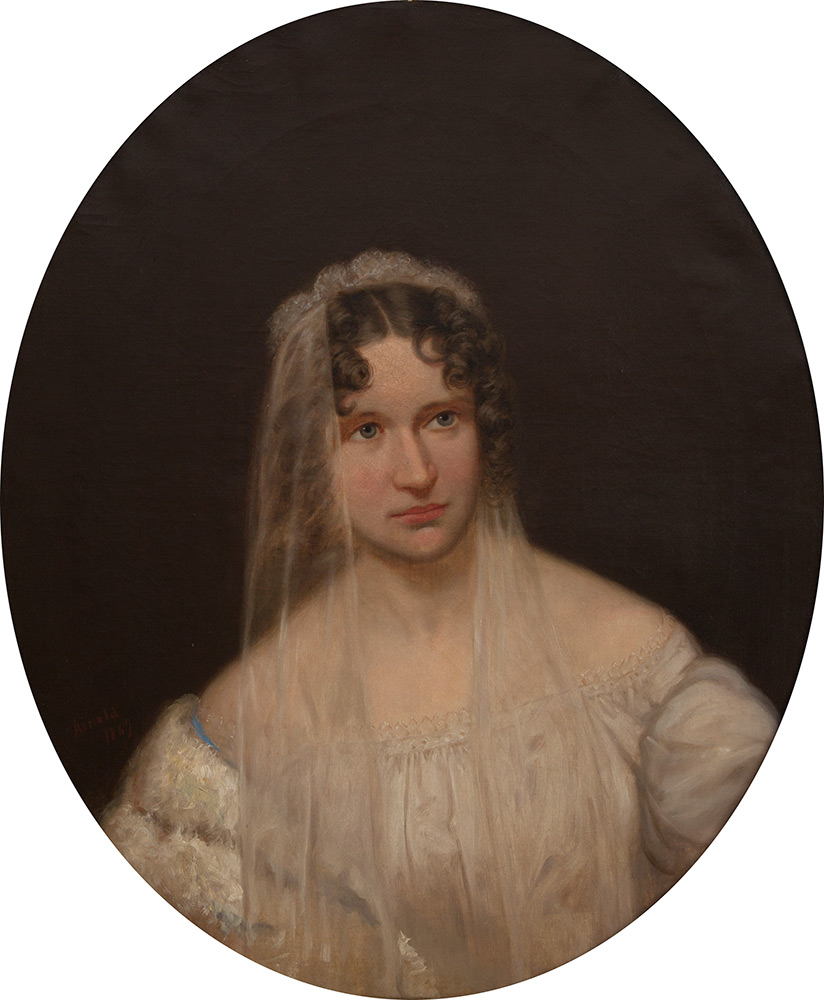
Sarah Helen Whitman
(1803–1878)

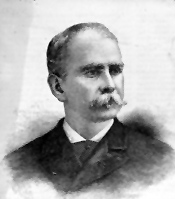
Henry J. Spooner
(1839–1918)

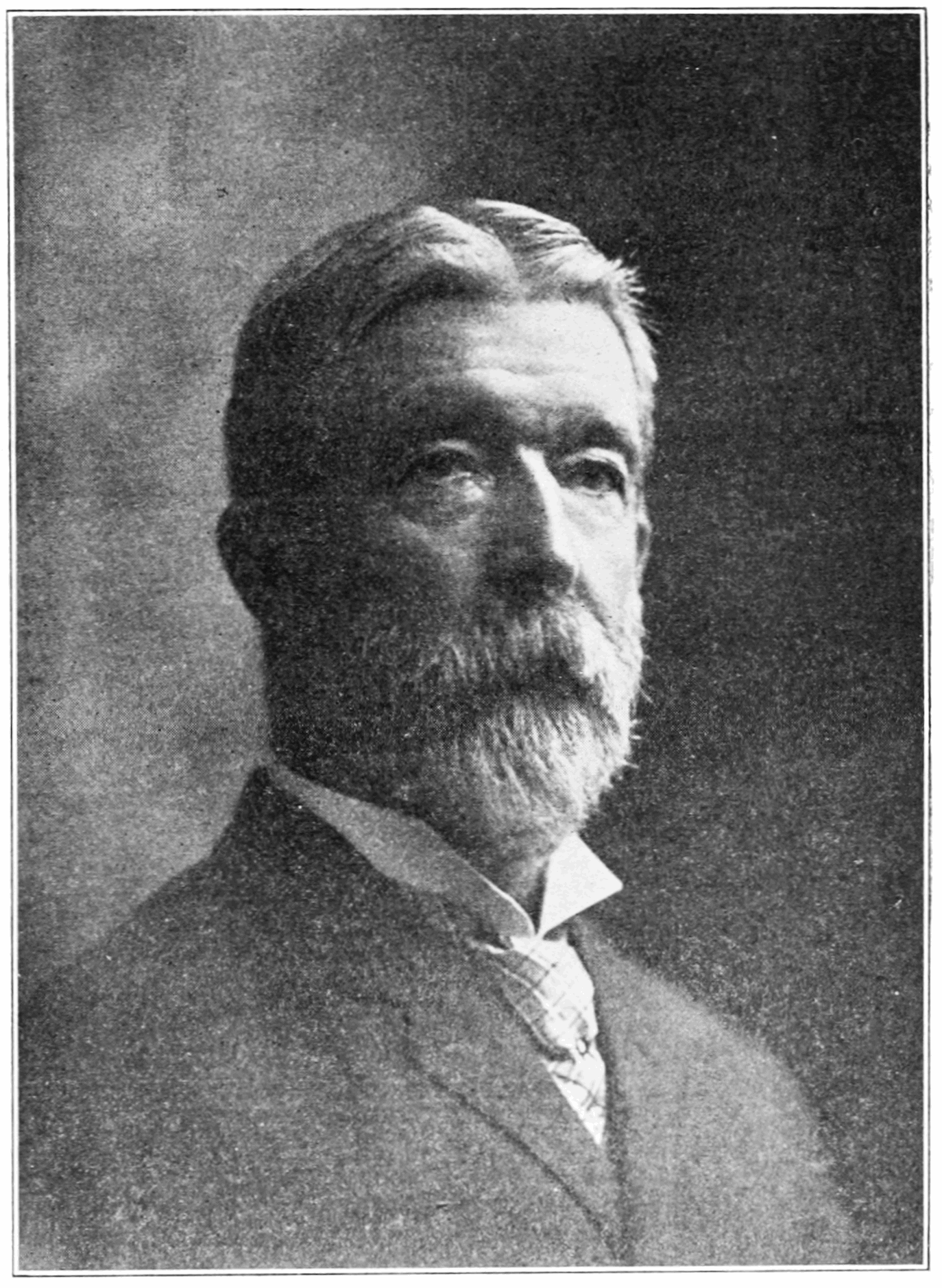
Lewis Boss
(1846–1912)

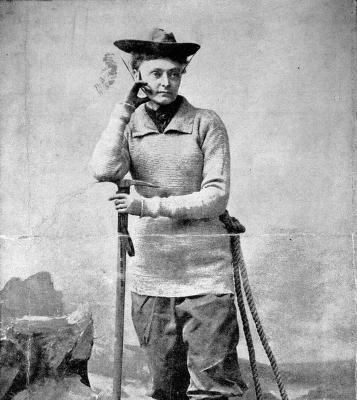
Annie Smith Peck
(1850–1935)

- Daniel Abbott (1682–1760), Vizegouverneur der Colony of Rhode Island and Providence Plantations
- Joseph Whipple junior (1687–1750), Händler und Politiker, Vizegouverneur der Colony of Rhode Island and Providence Plantations
- Stephen Hopkins (1707–1785), für Rhode Island Unterzeichner der Unabhängigkeitserklärung der Vereinigten Staaten, einer der Gründerväter der USA
- Elisha Brown (1717–1802), Vizegouverneur der Colony of Rhode Island and Providence Plantations
- Nicholas Cooke (1717–1782), Politiker und Gouverneur von Rhode Island
- Joseph Brown (1733–1785), britisch-amerikanischer Astronom und Professor an der Brown University
- John Brown (1736–1803), Politiker
- Jabez Bowen (1739–1815), britischer Händler, Politiker und Jurist
- Jonathan Arnold (1741–1793), Arzt und Politiker
- Arthur Fenner (1745–1805), Politiker, Gouverneur von Rhode Island
- Richard Jackson junior (1764–1838), Politiker
- Henry Smith (1766–1818), Politiker, Gouverneur von Rhode Island
- James Fenner (1771–1846), Politiker, Gouverneur und US-Senator von Rhode Island
- Jeremiah B. Howell (1771–1822), US-Senator
- Jonathan Russell (1771–1832), Diplomat und Politiker
- James Burrill (1772–1820), US-Senator
- Elisha Jenkins (1772–1848), Händler und Politiker
- William Cahoon (1774–1833), Politiker, Vertreter von Vermont im US-Repräsentantenhaus
- Eliza Jumel (1775–1865), Person des öffentlichen Lebens und Kunstsammlerin
- William Donnison Ford (1779–1833), Politiker, Vertreter von New York im US-Repräsentantenhaus
- Philip Allen (1785–1865), Politiker
- Grattan H. Wheeler (1783–1852), Politiker, Vertreter von New York im US-Repräsentantenhaus
- William C. Bowen (1785–1815), Arzt, Chemiker und Hochschullehrer
- Henry Wheaton (1785–1848), Politiker, Diplomat und Schriftsteller
- Edward W. Lawton (1786–1867), Politiker, Vizegouverneur von Rhode Island
- Nicholas Brown (1792–1859), Politiker, Vizegouverneur von Rhode Island
- Elijah Babbitt (1795–1887), Politiker, Vertreter von Pennsylvania im US-Repräsentantenhaus
- Charles Jackson (1797–1876), Politiker, Gouverneur von Rhode Island
- Sarah Helen Whitman (1803–1878), Dichterin, Essayistin, Transzendentalistin, Spiritualistin, intime Freundin von Edgar Allan Poe
- Emery D. Potter (1804–1896), Jurist und Politiker, Vertreter von Ohio im US-Repräsentantenhaus
- John Russell Bartlett (1805–1886), Historiker, Linguist, Ethnologe, Politiker und Unternehmer
- Thomas Wilson Dorr (1805–1854), Politiker, Anwalt und Anführer der Dorr Rebellion
- Christopher Robinson (1806–1889), Politiker
- William W. Hoppin (1807–1880), Politiker, Gouverneur von Rhode Island
- John H. Clifford (1809–1876), Politiker, Gouverneur von Rhode Island
- William Sprague (1809–1868), Pfarrer und Politiker
- Elisha Dyer (1811–1890), Politiker, Gouverneur von Rhode Island
- Henry Lippitt (1818–1891), Politiker, Gouverneur von Rhode Island
- Samuel G. Arnold (1821–1880), US-Senator
- Ellen Smith Tupper (1822–1888), Bienenkundlerin und Autorin
- Charles De Wolf Brownell (1822–1909), Maler
- John R. Chapin (1823–1904), Künstler und Zeichner
- Christopher C. Bowen (1832–1880), Politiker, Vertreter von South Carolina im US-Repräsentantenhaus
- Augustus O. Bourn (1834–1925), Politiker, Gouverneur von Rhode Island
- Elisha Dyer junior (1839–1906), Politiker, Gouverneur von Rhode Island
- Henry J. Spooner (1839–1918), Politiker
- Lewis E. Payson (1840–1909), Politiker, Vertreter von Illinois im US-Repräsentantenhaus
- Elisha Hunt Rhodes (1842–1917), Geschäftsmann und Soldat im Amerikanischen Bürgerkrieg
- John Lynch (1843–1910), Politiker, Vertreter von Pennsylvania im US-Repräsentantenhaus
- Lewis Boss (1846–1912), Astronom
- Arthur Dennis (1846–1920), Politiker, Vizegouverneur von Rhode Island
- Charles W. Lippitt (1846–1924), Politiker, Gouverneur von Rhode Island
- John Bates Clark (1847–1938), Ökonom der Neoklassik
- George Hitchcock (1850–1913), Maler
- Annie Smith Peck (1850–1935), Bergsteigerin

### 1851–1900

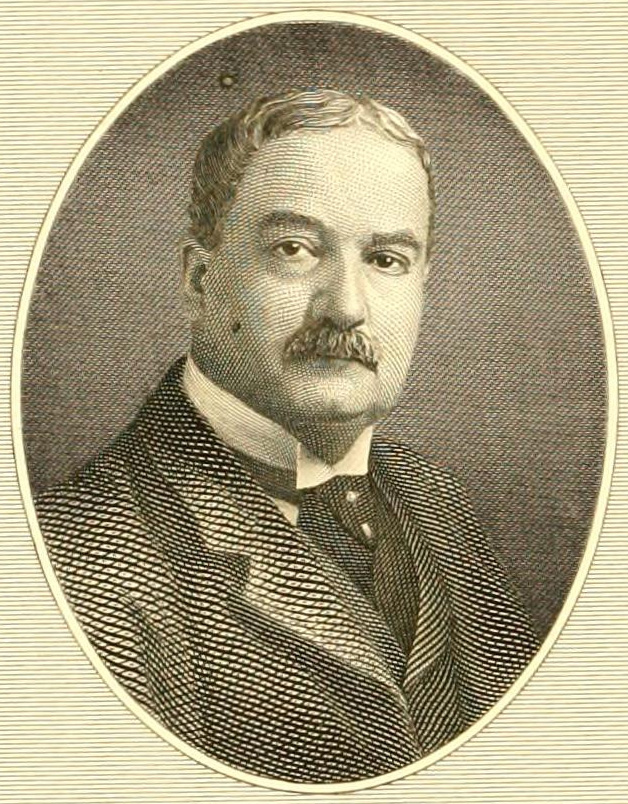
Daniel L. D. Granger
(1852–1909)

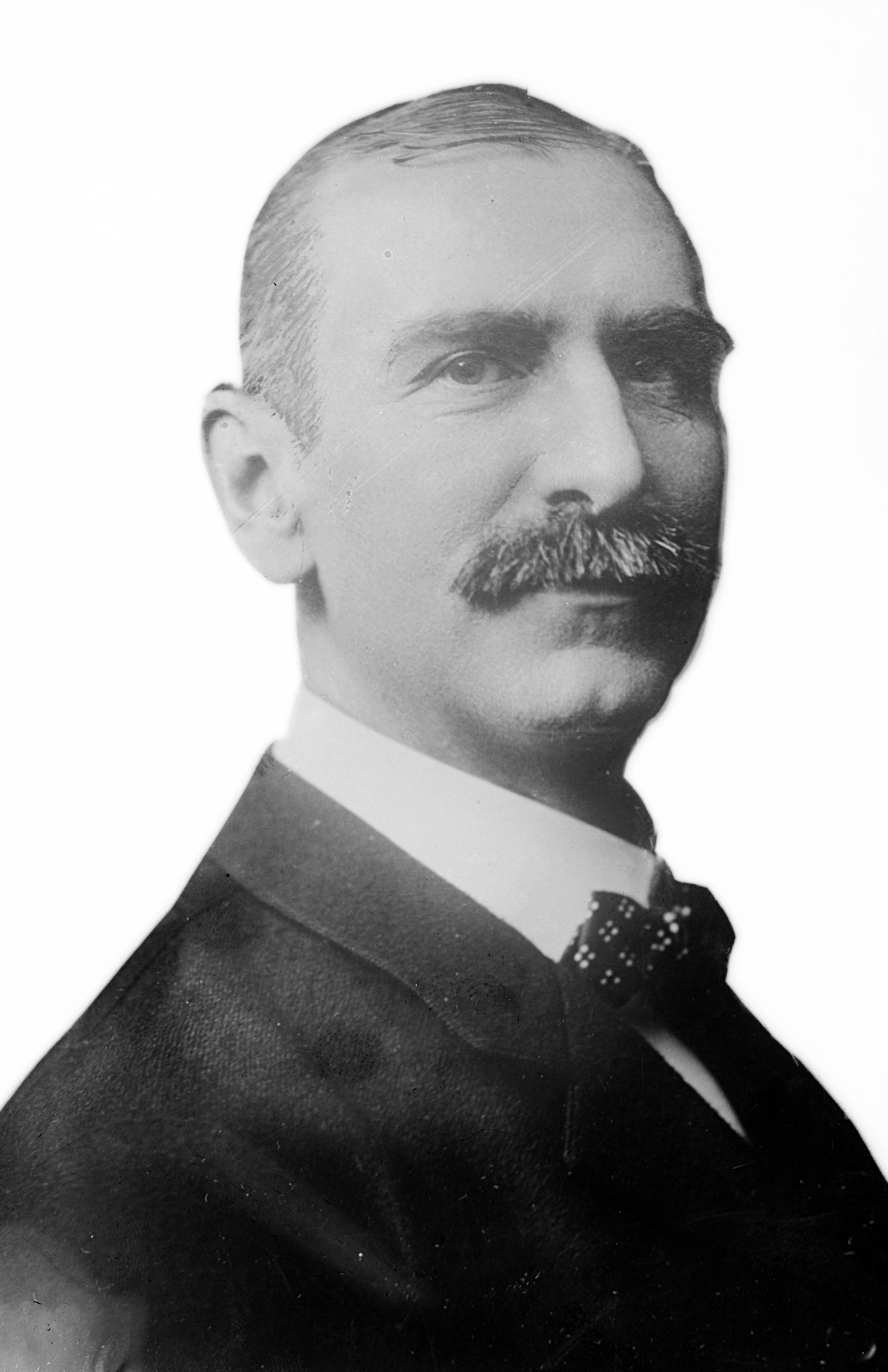
Thomas B. Dunn
(1853–1924)

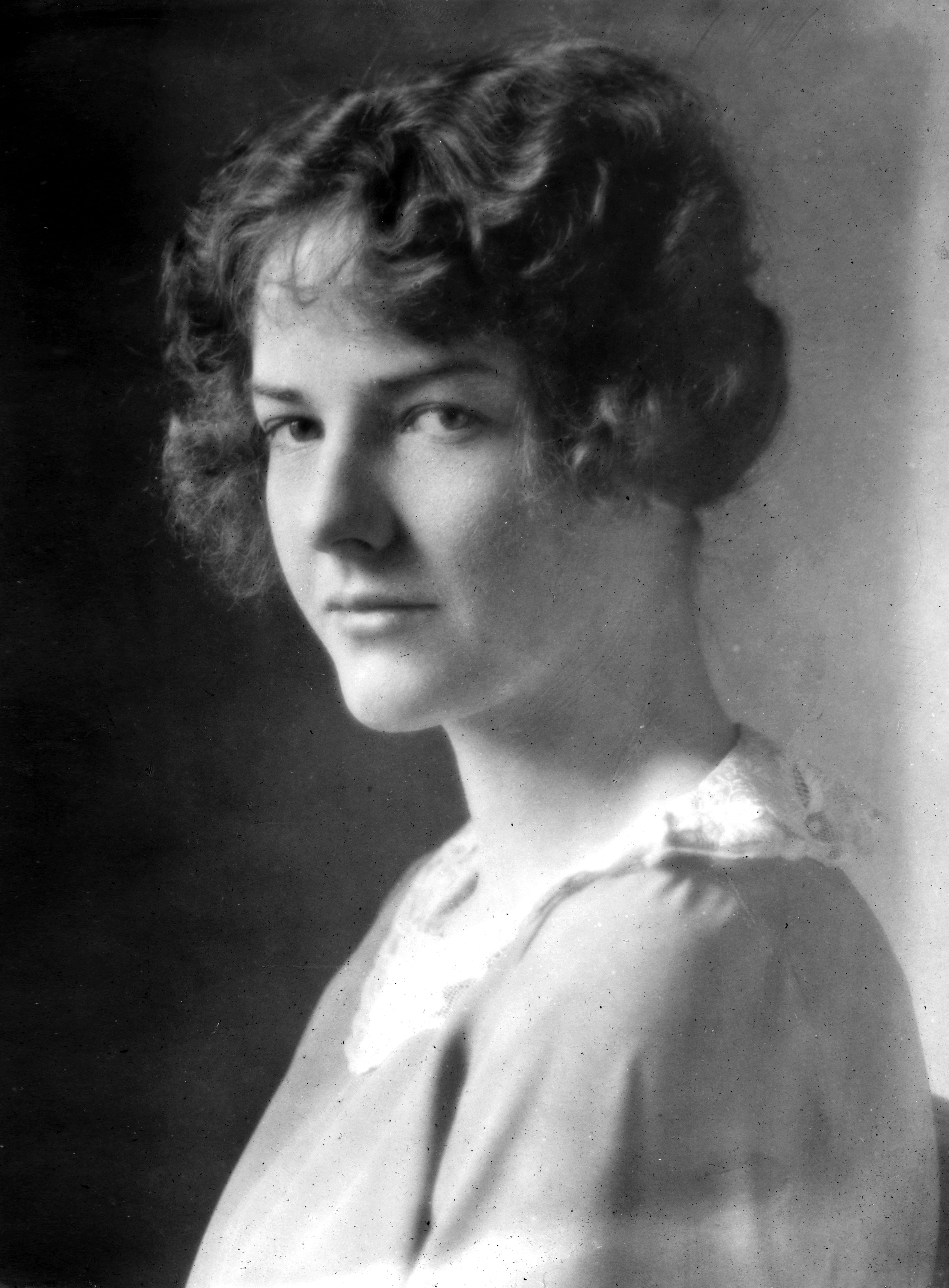
Abby Aldrich Rockefeller
(1874–1948)

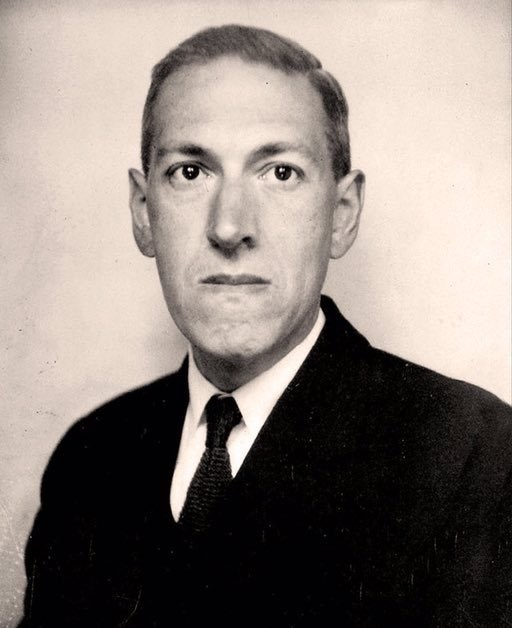
H. P. Lovecraft
(1890–1937)

- Francis Vinton Greene (1850–1921), Offizier der US-Army und Autor
- Daniel L. D. Granger (1852–1909), Politiker
- Walter Francis Brown (1853–1929), Maler und Illustrator
- Thomas B. Dunn (1853–1924), Politiker
- Albert Granger Harkness (1856–1923), Klassischer Philologe
- Henry F. Lippitt (1856–1933), US-Senator
- Alexis Caswell Angell (1857–1932), Bundesrichter
- Charles D. Kimball (1859–1930), Politiker, Gouverneur von Rhode Island
- Jesse H. Metcalf (1860–1942), US-Senator
- George Pierce Baker (1866–1935), Theaterwissenschaftler und Professor für Anglistik
- Theodore F. Green (1867–1966), Politiker, Gouverneur und US-Senator von Rhode Island
- Frederic M. Sackett (1868–1941), Politiker und Diplomat
- Jane Boit Patten (1869–1964), Biologin und Botanikerin
- William Seaman Bainbridge (1870–1947), Militärarzt
- Joseph Clark Hoppin (1870–1925), Klassischer Archäologe
- Nathaniel W. Smith (1873–1957), Politiker, Vizegouverneur von Rhode Island
- Abby Aldrich Rockefeller (1874–1948), Mäzenin, Kunstsammlerin und Mitbegründerin des Museum of Modern Art in New York
- Walter Guyton Cady (1874–1974), Physiker und Elektroingenieur
- Agnes Hoppin (1874–1898), Namensgeberin des Agnes-Hoppin-Memorial-Fellowship-Stipendiums
- George M. Cohan (1878–1942), Schauspieler, Schriftsteller, Komponist, Regisseur und Produzent
- Elizabeth Okie Paxton (1878–1972), Malerin
- James L. Clark (1883–1969), Präparator, Fotograf, Bildhauer und Forscher
- Bob Olsen (1884–1956), Science-Fiction-Autor
- Winthrop W. Aldrich (1885–1974), Bankier und Diplomat, Vorstandsvorsitzender der Chase National Bank und US-Botschafter im Vereinigten Königreich
- William S. Flynn (1885–1965), Politiker, Gouverneur von Rhode Island
- Clarence G. Burton (1886–1982), Politiker, Vertreter von Virginia im US-Repräsentantenhaus
- Harry Sandager (1887–1955), Politiker
- Norman S. Case (1888–1967), Politiker, Gouverneur von Rhode Island
- Alvin Loftes (1890–1971), Radrennfahrer
- H. P. Lovecraft (1890–1937), Horror-Autor, Erfinder des Cthulhu-Mythos
- George Boas (1891–1980), Philosophiehistoriker und Professor
- Norman Taber (1891–1952), Leichtathlet
- Clara Thompson (1893–1958), Ärztin, Psychoanalytikerin und Psychotherapeutin
- Louis W. Cappelli (1894–1966), Politiker, Vizegouverneur von Rhode Island
- William C. Chase (1895–1986), Generalmajor der United States Army
- John M. Devine (1895–1971), Generalmajor der United States Army
- Marian Chace (1896–1970), Pionierin der Tanztherapie
- George Macready (1899–1973), Theater- und Filmschauspieler

## 20. Jahrhundert

### 1901–1920

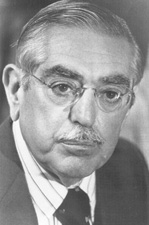
John O. Pastore
(1907–2000)

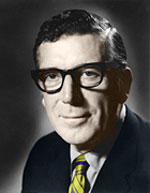
Leonard Woodcock
(1911–2001)

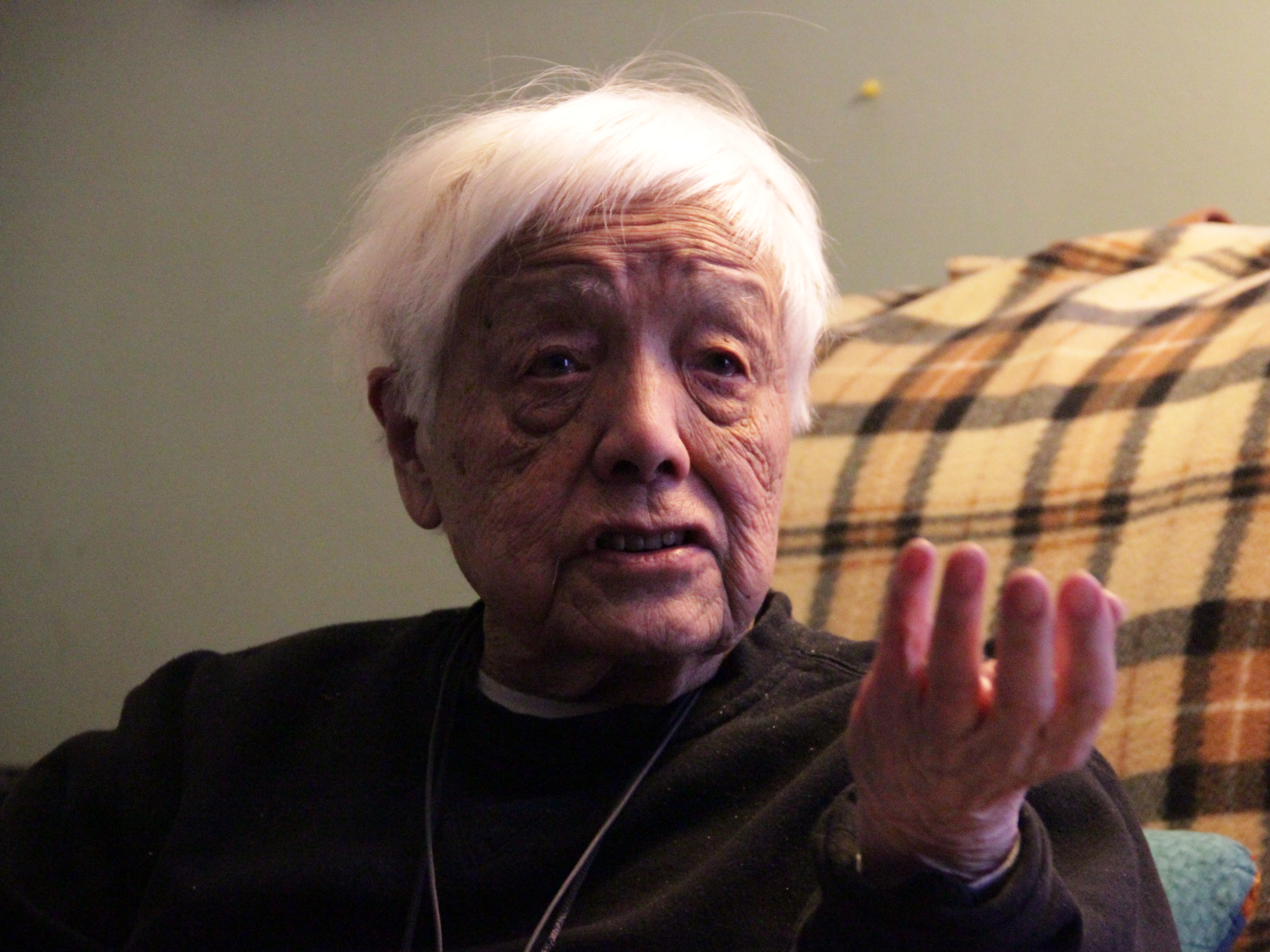
Grace Lee Boggs
(1915–2015)

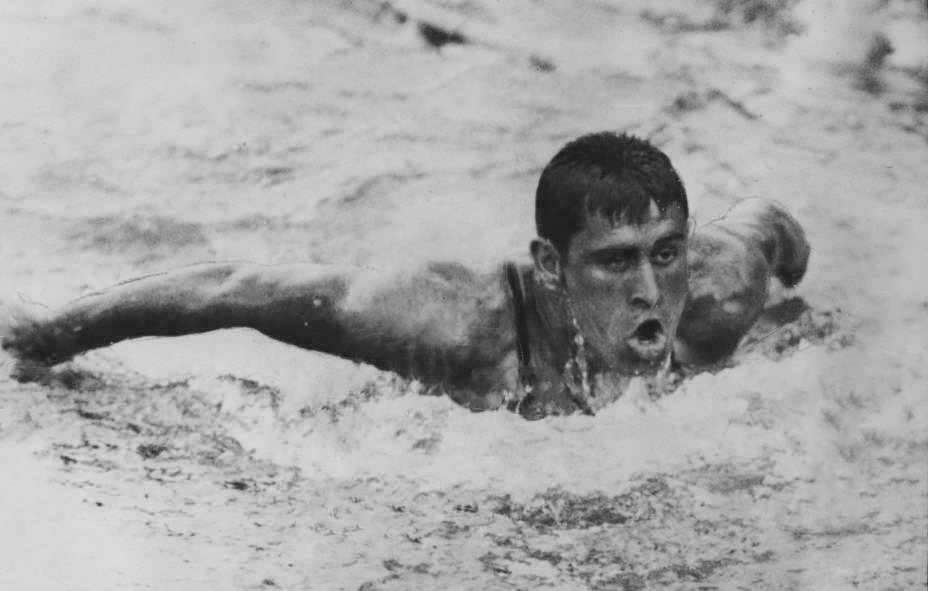
John Higgins
(1916–2004)

- Nelson Eddy (1901–1967), Opernsänger (Bariton) und Filmdarsteller
- Elizabeth Hirschfelder (1902–2002), Mathematikerin und Hochschullehrerin
- John McGovern (1902–1985), Schauspieler
- Joseph Mills (1902–~1962), Politiker, Mitglied des Repräsentantenhauses von Rhode Island, Bürgermeister von Warwick, Rhode Island
- Frankie Carle (1903–2001), Big-Band-Leader, Komponist und Pianist
- Thomas Francis Maloney (1903–1962), römisch-katholischer Geistlicher, Weihbischof in Providence
- Dennis J. Roberts (1903–1994), Politiker, Gouverneur von Rhode Island
- Edgar Chandler (1904–1988), Militärpfarrer und Aktivist der Bürgerrechtsbewegung
- Edward McEntee (1906–1981), Jurist und Politiker, Bundesrichter
- Christopher Del Sesto (1907–1973), Politiker, Gouverneur von Rhode Island
- John O. Pastore (1907–2000), Gouverneur und Senator von Rhode Island
- John A. Notte (1909–1983), Politiker, Gouverneur von Rhode Island
- Ruth Hussey (1911–2005), Filmschauspielerin
- John S. McKiernan (1911–1997), Politiker, Gouverneur von Rhode Island
- Leonard Woodcock (1911–2001), Gewerkschaftsfunktionär und Diplomat
- Michael James Dempsey (1912–1996), römisch-katholischer Bischof
- John E. Fogarty (1913–1967), Politiker
- Joseph J. Lilley (1913–1971), Komponist, Arrangeur und Dirigent
- Joey Archibald (1914–1998), Boxer im Federgewicht
- Grace Lee Boggs (1915–2015), Schriftstellerin, Bürgerrechtlerin und Feministin
- Irving Gertz (1915–2008), Filmkomponist
- Bobby Hackett (1915–1976), Jazz-Trompeter, Kornettist und Gitarrist
- Bill Osmanski (1915–1996), American-Football-Spieler und -Trainer
- John Higgins (1916–2004), Schwimmer
- Frank Licht (1916–1987), Politiker, Gouverneur von Rhode Island
- Cedric Hubbell Whitman (1916–1979), Klassischer Philologe
- Joe Osmanski (1917–1993), American-Football-Spieler
- Frank Paparelli (1917–1973), Jazzpianist und Komponist
- Morris Wessel (1917–2016), Kinderarzt
- Bernard Matthew Kelly (1918–2006), römisch-katholischer Weihbischof in Providence
- Edwin O’Connor (1918–1968), Schriftsteller
- Rudy Traylor (1918–1992), Rhythm-&-Blues- und Jazzmusiker, Musikproduzent, Aufnahmeleiter und Arrangeur
- Robert Bennett (1919–1974), Hammerwerfer
- Lucien Cardin (1919–1988), kanadischer Jurist und Politiker
- Edward P. Gallogly (1919–1995), Jurist und Politiker, Vizegouverneur von Rhode Island
- Bruce Sundlun (1920–2011), Politiker, Gouverneur von Rhode Island

### 1921–1940

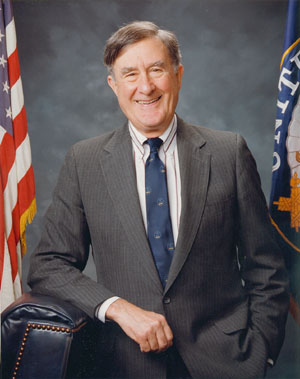
John Chafee
(1922–1999)

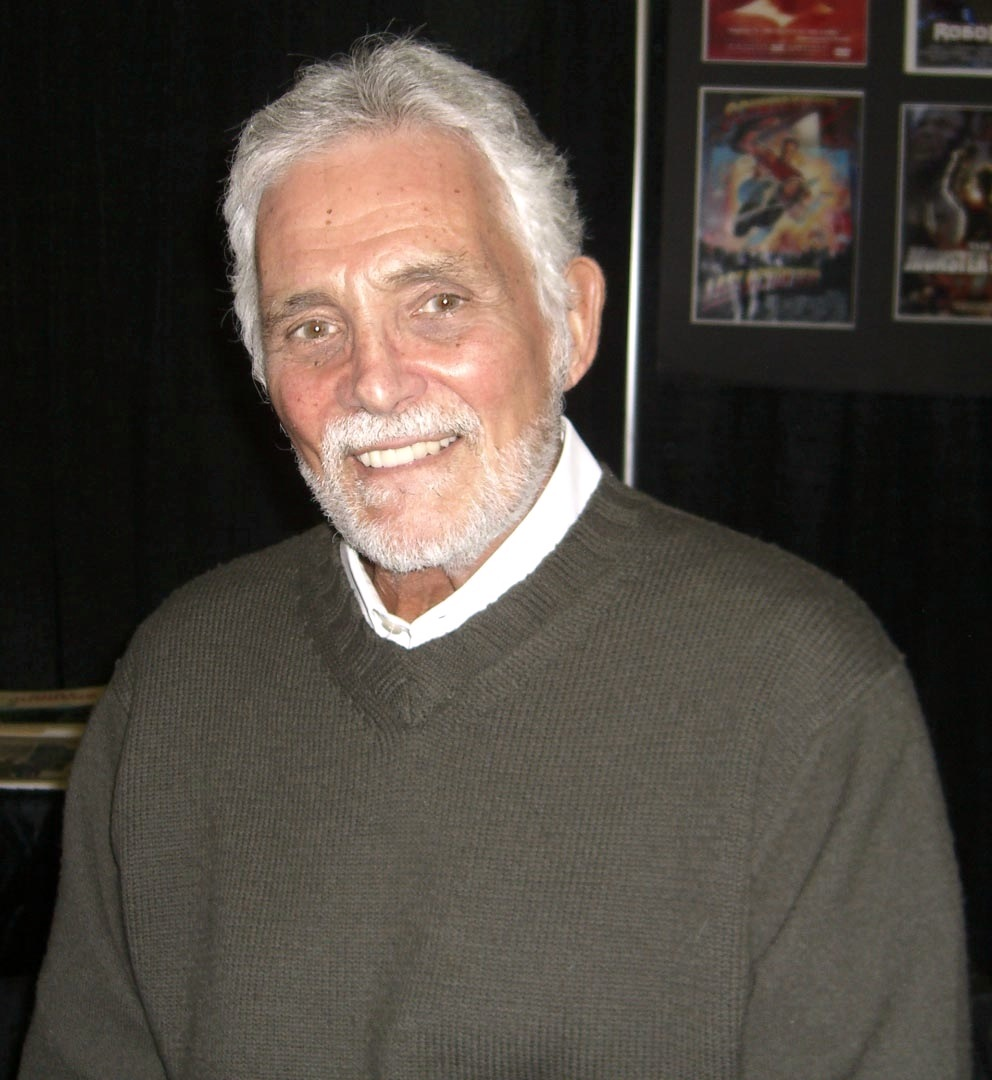
David Hedison
(1927–2019)

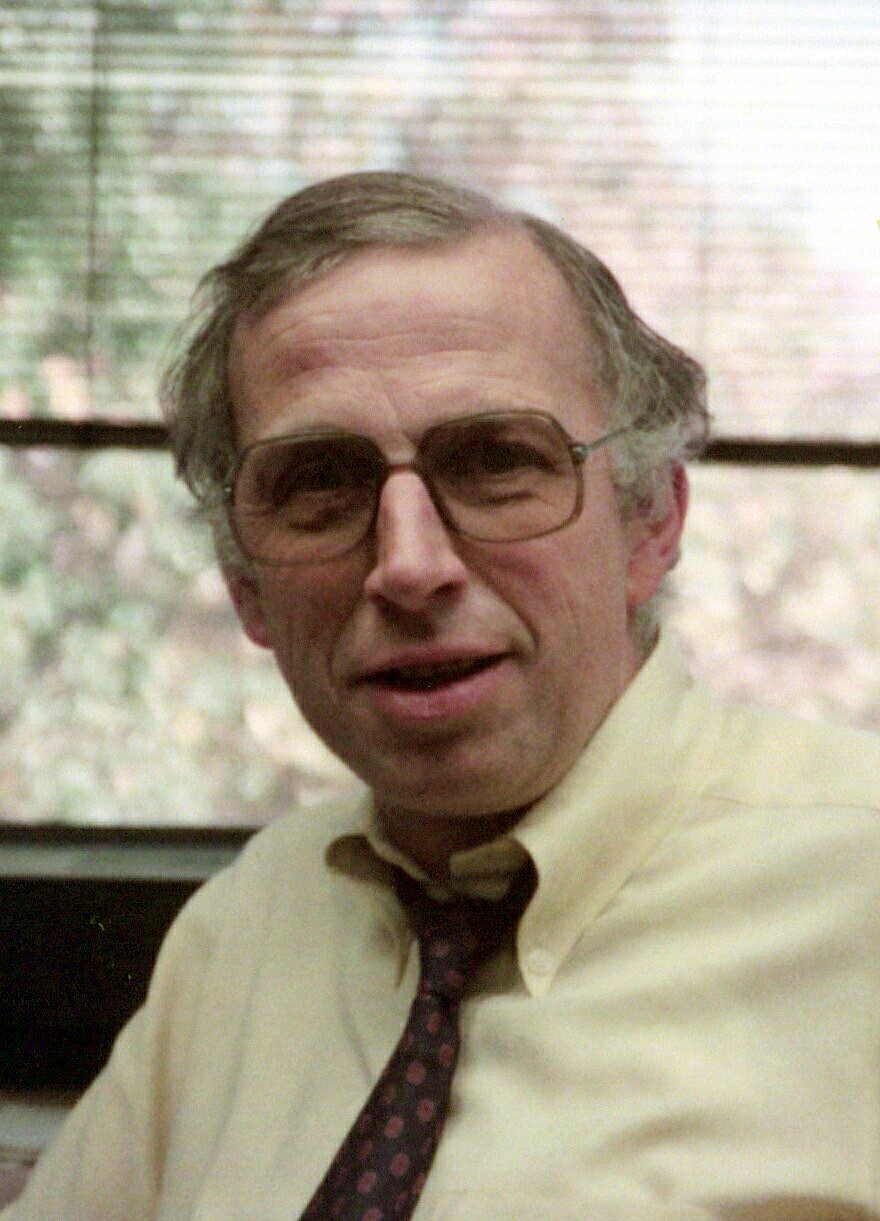
George Field
(1929–2024)

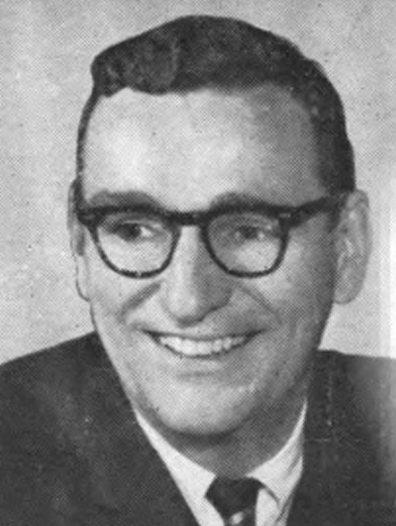
Robert Tiernan
(1929–2014)

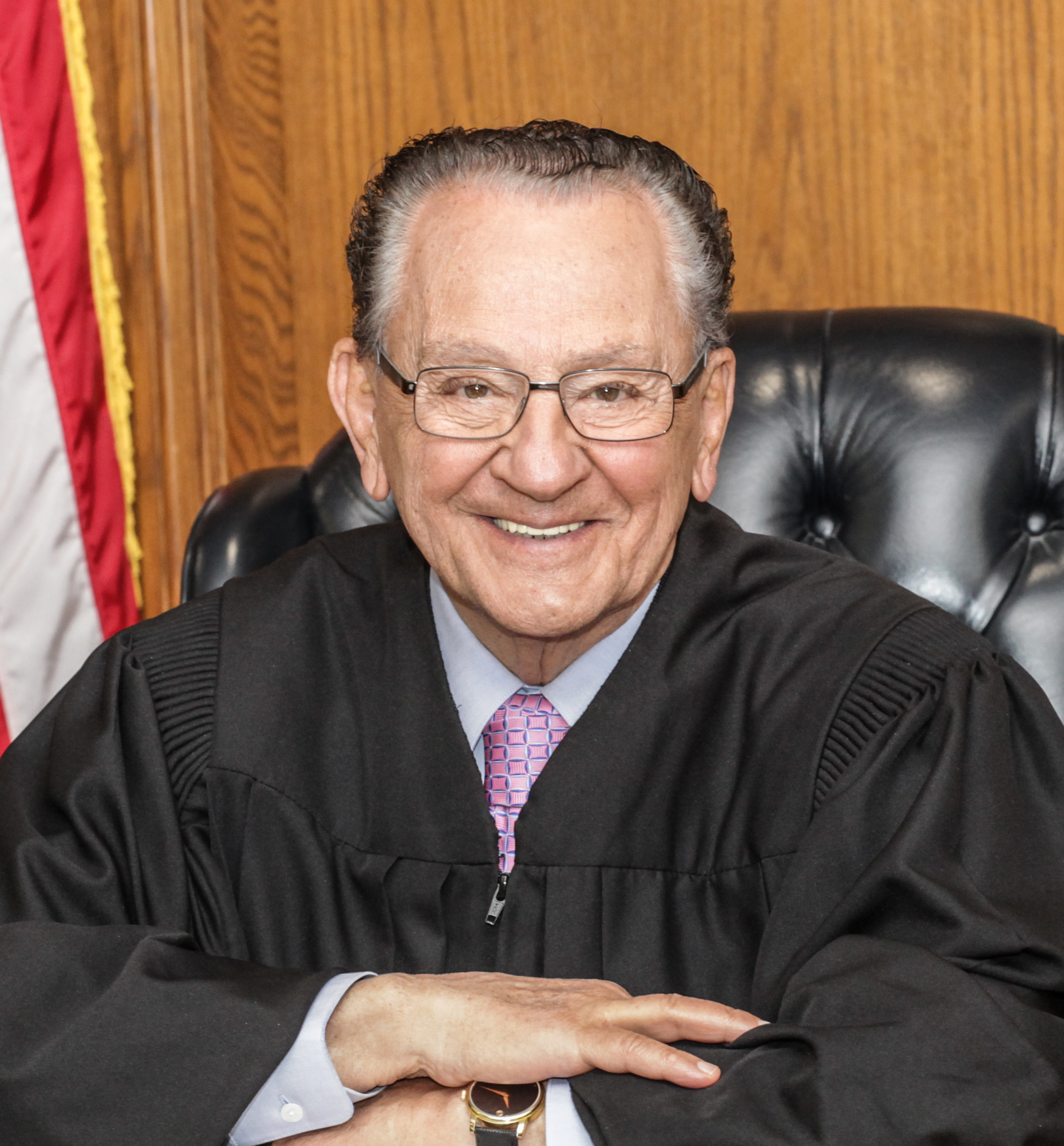
Frank Caprio
(* 1936)

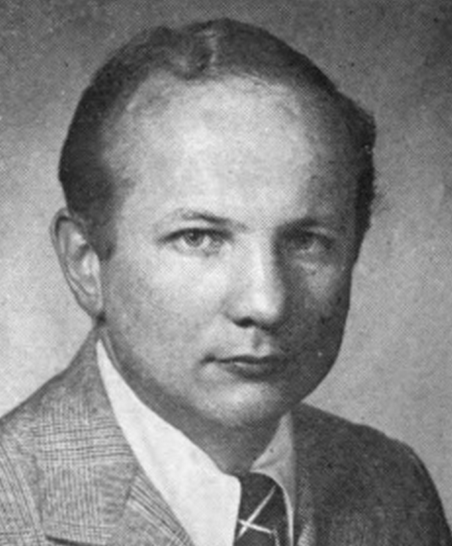
Edward Beard
(* 1940)

- Aaron T. Beck (1921–2021), gilt als „Vater der Kognitiven Verhaltenstherapie“
- Irving Heller (1921–2012), US-amerikanisch-kanadischer Pianist und Musikpädagoge
- Ben Weisman (1921–2007), Liedtexter und Pianist
- John Chafee (1922–1999), Politiker
- Eddie Zack (1922–2002), Country-Musiker
- Nicholas Colasanto (1924–1985), Schauspieler
- Ernest Bertrand Boland OP (1925–2023), römisch-katholischer Bischof
- George Crum (1926–2007), Dirigent und Pianist
- Giovanni Folcarelli (1926–1982), Politiker, Vizegouverneur von Rhode Island
- Gerald Kilmartin (1926–1970), Eishockeyspieler
- Gordon Pettengill (1926–2021), Radioastronom
- Clara Walker (1926–2021), Schwimmerin
- David Hedison (1927–2019), Schauspieler
- Galway Kinnell (1927–2014), Dichter
- Luigi Manocchio (1927–2024), italienisch-US-amerikanischer Mobster der US-amerikanischen Cosa Nostra und Boss der Patriarca-Familie
- John McLaughlin (1927–2016), Fernsehproduzent und Moderator
- Alice Drummond (1928–2016), Schauspielerin
- Daniel Patrick Reilly (1928–2024), römisch-katholischer Bischof
- Francis Xavier Roque (1928–2019), Weihbischof im US-amerikanischen Militärordinariat
- George Field (1929–2024), Astrophysiker
- Robert Tiernan (1929–2014), Politiker
- Kenneth Anthony Angell (1930–2016), römisch-katholischer Bischof von Burlington
- Beverly Baker (1930–2014), Tennisspielerin
- J. Joseph Garrahy (1930–2012), Politiker, Gouverneur von Rhode Island
- Joe Maini (1930–1964), Saxophonist des Modern Jazz
- Dick Meldonian (1930–2017), Jazzmusiker
- Lee Bontecou (1931–2022), Bildhauerin
- Thomas R. DiLuglio (1931–2024), Politiker, Vizegouverneur von Rhode Island
- Philip W. Noel (* 1931), Politiker, Gouverneur von Rhode Island
- William Greenough (* 1932), Mediziner
- Barbara Henry (* 1932), Lehrerin und Bürgerrechtsaktivistin
- Dudley Richards (1932–1961), Eiskunstläufer
- Robert F. Taft (1932–2018), Jesuit, Archimandrit der ukrainisch-griechisch-katholischen Kirche und Ostkirchenkundler
- Otis Young (1932–2001), Schauspieler und Friedensaktivist
- Harold Gomes (* 1933), Boxer
- Eugene J. McCaffrey junior (~1933–2017), Politiker und Rechtsanwalt, Mitglied des Repräsentantenhauses und des Senats von Rhode Island und Bürgermeister von Warwick, Rhode Island
- Cormac McCarthy (1933–2023), Schriftsteller
- Freddie Scott (1933–2007), Rhythm-and-Blues- und Soulsänger
- Ted Berrigan (1934–1983), Dichter
- J. Carter Brown (1934–2002), Kunsthistoriker und Historiker
- Glen W. Bowersock (* 1936), Althistoriker
- Frank Caprio (* 1936), Richter
- Robert I. Jewett (1937–2022), Mathematiker
- Carol Sloane, eigentlich Carol Morvan (1937–2023), Jazz-Sängerin
- Alvin Curran (* 1938), Komponist
- Stanley Fish (* 1938), Literaturwissenschaftler und Jurist
- Jane Kramer (* 1938), Journalistin und Schriftstellerin
- Will Mackenzie (* 1938), Fernsehregisseur und Schauspieler
- Edward Beard (1940–2021), Politiker
- Artie Cabral (1940–2023), Jazzmusiker
- Peter Gerety (* 1940), Schauspieler
- David Blue, eigentlich Stuart Cohen (1941–1982), Sänger, Gitarrist und Schauspieler

### 1941–1970

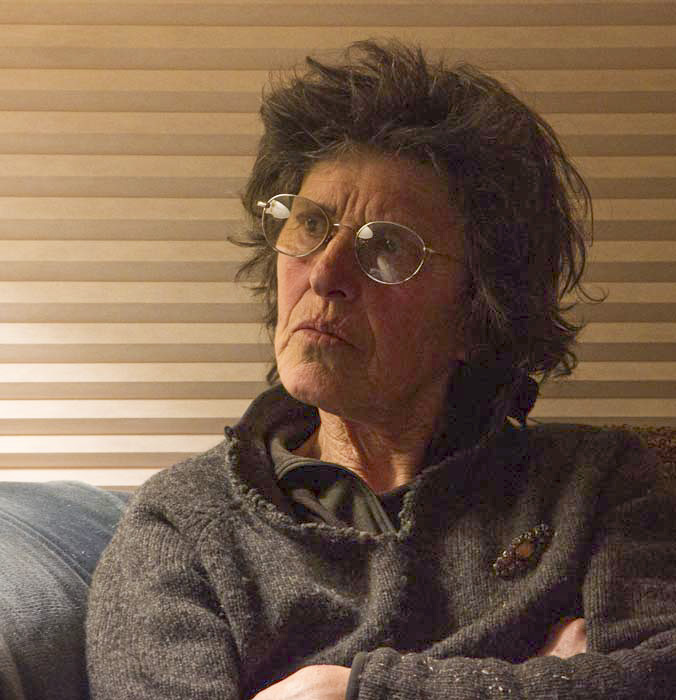
Martha Rockwell
(* 1944)

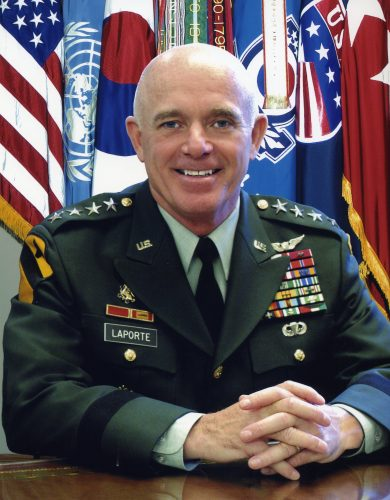
Leon J. LaPorte
(* 1946)

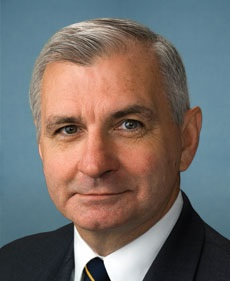
Jack Reed
(* 1949)

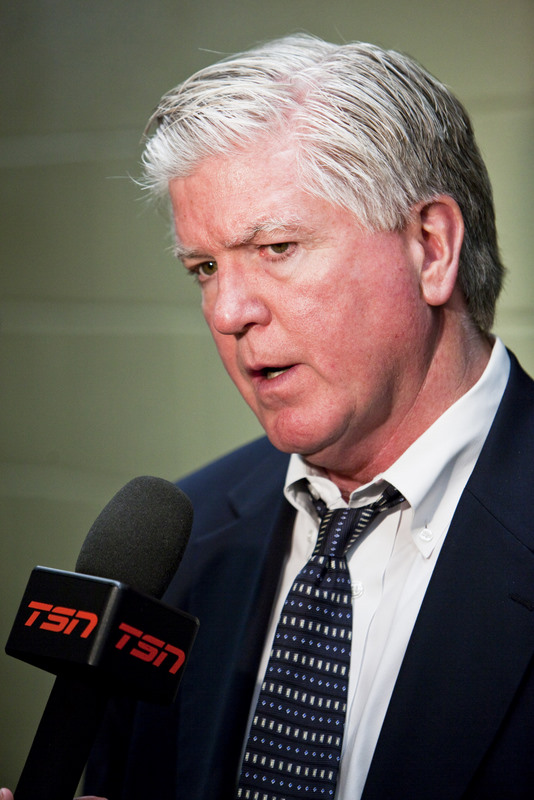
Brian Burke
(* 1955)

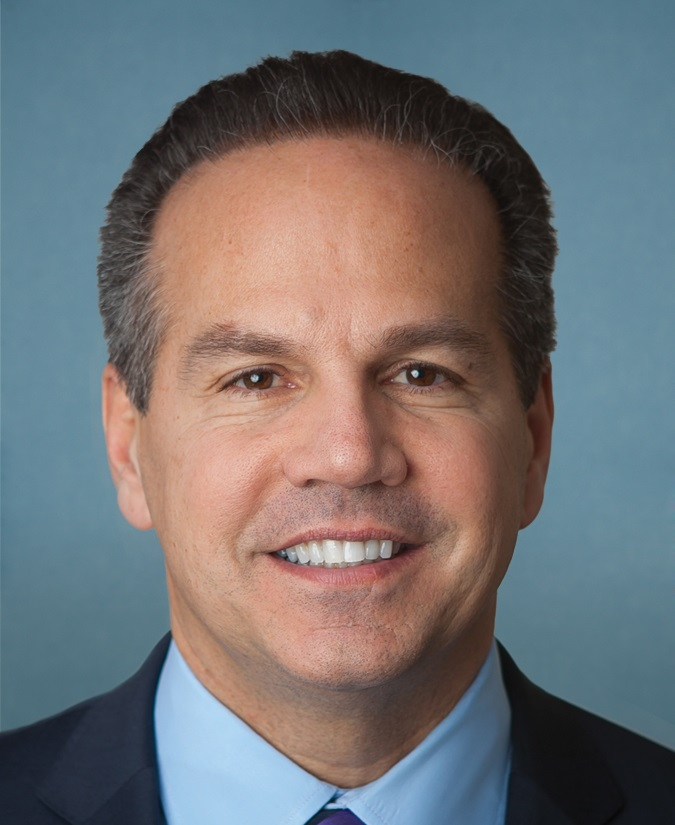
David Cicilline
(* 1961)

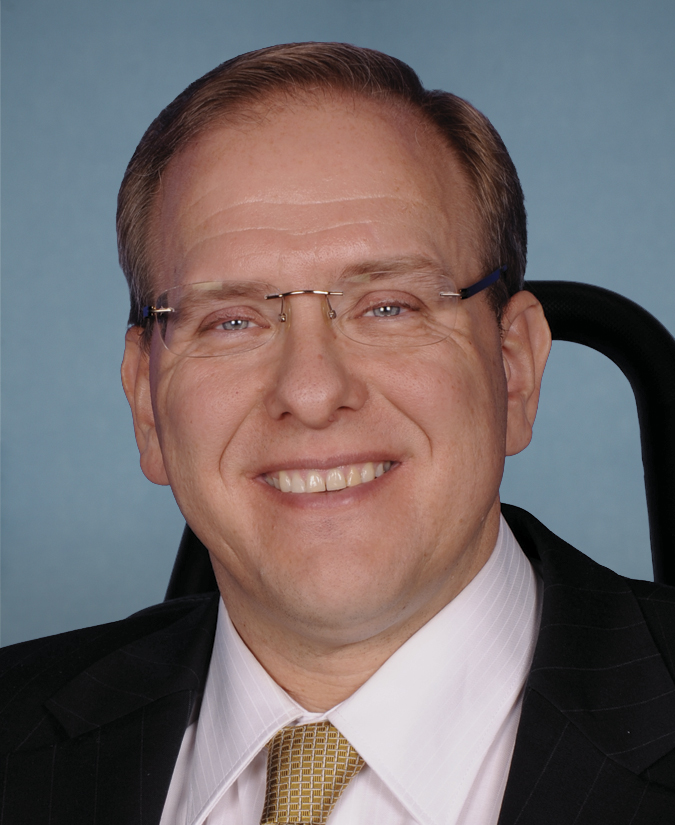
James Langevin
(* 1964)

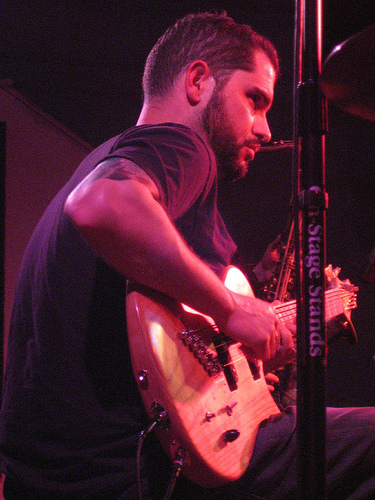
Charlie Hunter
(* 1967)

- Mike Renzi (1941–2021), Jazzmusiker
- Charles Ansbacher (1942–2010), Dirigent
- Bill Conti (* 1942), Filmkomponist
- Margaret Ladd (* 1942), Schauspielerin
- Lou Lamoriello (* 1942), Eishockeyfunktionär
- Cynthia Chase (* 1943), Politikerin, Abgeordnete im Repräsentantenhaus von New Hampshire
- Henry Giroux (* 1943), Autor und Professor der Pädagogik
- Robert D. Lamberton (* 1943), Klassischer Philologe
- Joan Nathan (* 1943), Kochbuchautorin
- Victor Bers (* 1944), Altphilologe
- Jack Ferreira (* 1944), Eishockeyfunktionär
- Martha Rockwell (* 1944), Skilangläuferin
- Bernard A. Jackvony (* 1945), Politiker, Vizegouverneur von Rhode Island
- David S. Ward (* 1945), Regisseur und Drehbuchautor
- Harry Bryden (* 1946), Meeresforscher und Hochschullehrer
- William A. Catterall (1946–2024), Pharmakologe und Neurobiologe
- Don D’Ammassa (* 1946), Science-Fiction-Autor und Lexikograf
- Salvatore Ronald Matano (* 1946), römisch-katholischer Geistlicher, Bischof von Rochester
- Leon J. LaPorte (* 1946), Vier-Sterne-General der United States Army
- Francis X. Flaherty (* 1947), Politiker und Jurist
- Ron McLarty (1947–2020), Schauspieler und Schriftsteller
- Alan M. Stahl (* 1947), Mediävist
- Richard A. Licht (* 1948), Politiker, Vizegouverneur von Rhode Island
- David Olney (1948–2020), Singer-Songwriter
- Sandra Peabody (* 1948), Filmproduzentin, Autorin, Schauspieltrainerin, Talentagentin und Schauspielerin
- Jeffrey Osborne (* 1948), Funk- und R&B-Musiker und Songschreiber
- James McNerney (* 1949), Geschäftsmann
- Jack Reed (* 1949), Politiker
- Hal Crook (* 1950), Jazz-Posaunist
- Lilly Kilvert (* 1950), Filmarchitektin
- Don Carmody (* 1951), US-amerikanisch-kanadischer Filmproduzent
- Robert Joseph McManus (* 1951), römisch-katholischer Geistlicher, Bischof von Worcester
- Marilyn Chambers (1952–2009), Pornodarstellerin und Schauspielerin
- Bruce Gertz (* 1952), Jazzmusiker
- Robert N. Charrette (* 1953), Autor und Illustrator
- Amy Van Nostrand (* 1953), Schauspielerin
- Meredith Vieira (* 1953), Journalistin und Showmasterin
- Scott Hamilton (* 1954), Jazz-Tenorsaxophonist des Swing
- Brian Burke (* 1955), Eishockeyspieler und -funktionär
- Thomas E. Donilon (* 1955), Jurist
- Charles J. Fogarty (* 1955), Politiker, Vizegouverneur von Rhode Island
- Joe Hassett (* 1955), Basketballspieler[1]
- Bruce MacVittie (1956–2022), Schauspieler
- Jane Rosenthal (* 1956), Filmproduzentin
- Janet Tashjian (* 1956), Kinder- und Jugendbuchautorin
- Jennifer Freyd (* 1957), Psychologin und Professorin für Psychologie
- Brianne Leary (* 1957), Schauspielerin und Erfinderin
- Mike Donilon (* 1958), Rechtsanwalt, Wahlkampfberater und Senior Advisor von US-Präsident Joe Biden
- Harriet Metcalf (* 1958), Ruderin
- Charles Clapp (* 1959), Ruderer[2]
- David Mazzucchelli (* 1960), Comiczeichner
- David Cicilline (* 1961), Politiker
- Gordon D. Fox (* 1961), Politiker, Mitglied des Repräsentantenhauses von Rhode Island
- Brian Helgeland (* 1961), Drehbuchautor, Regisseur und Produzent
- Pat Toomey (* 1961), Politiker
- Catherine Epstein (* 1962), Historikerin
- Russell Impagliazzo (* 1963), Informatiker
- James Langevin (* 1964), Kongressabgeordneter
- Tony Tedeschi (* 1964), Pornodarsteller
- Chris Terreri (* 1964), Eishockeytorwart
- Christopher Stanley (* 1965), Schauspieler
- Frank T. Caprio (* 1966), Politiker und Banker, General Treasurer von Rhode Island
- Charlie Hunter (* 1967), Jazz-, Rock- und Fusion-Gitarrist
- James Ruggieri (* 1968), römisch-katholischer Geistlicher, Bischof von Portland
- Peter Boyer (* 1970), Komponist, Musikpädagoge und Dirigent
- Keith Carney (* 1970), Eishockeyspieler
- Allan Fung (* 1970), Politiker

### 1971–2000
- Jill Craybas (* 1974), Tennisspielerin
- Thomas Mullen (* 1974), Schriftsteller
- Jason Marsden (* 1975), Schauspieler

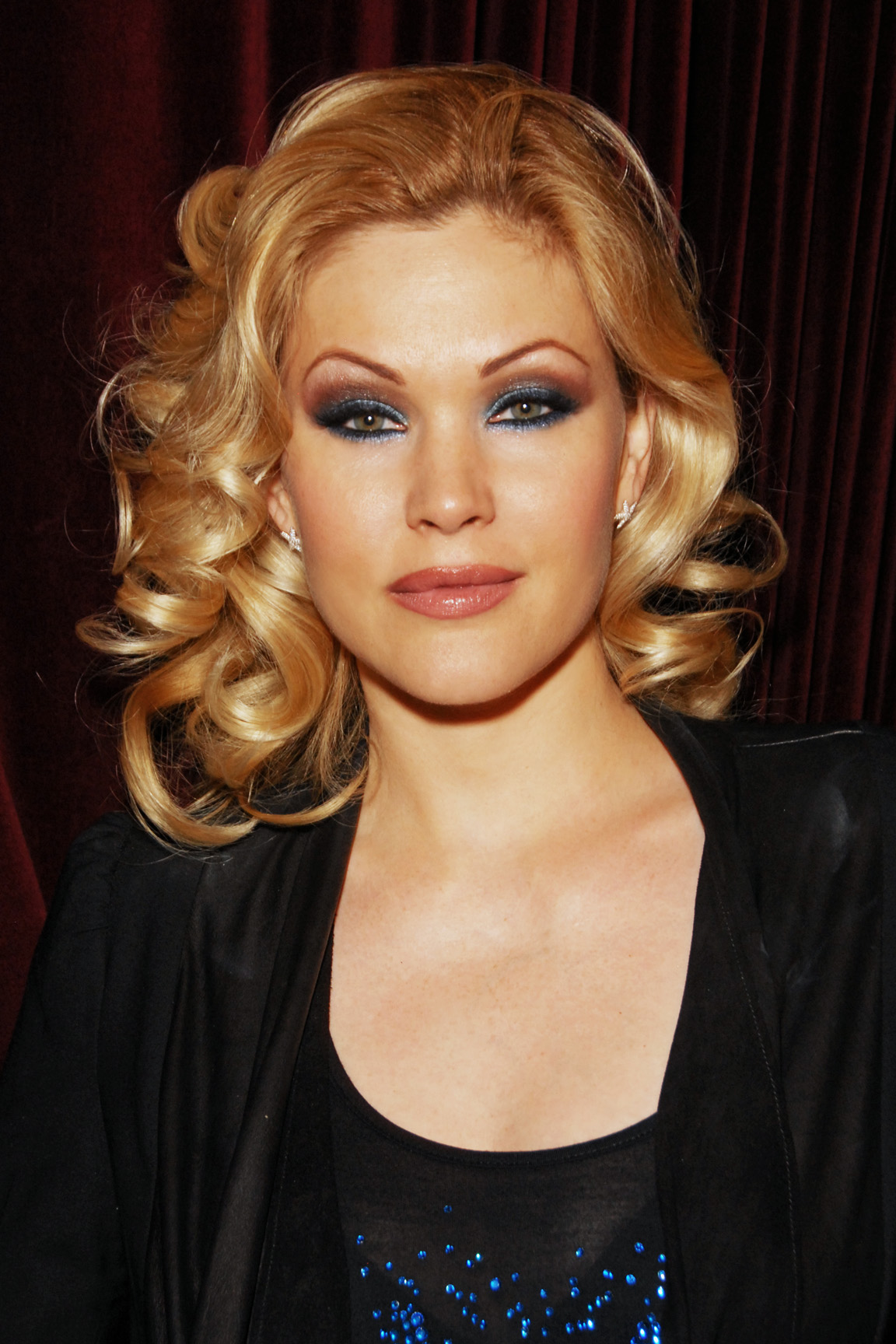
Shanna Moakler
(* 1975)

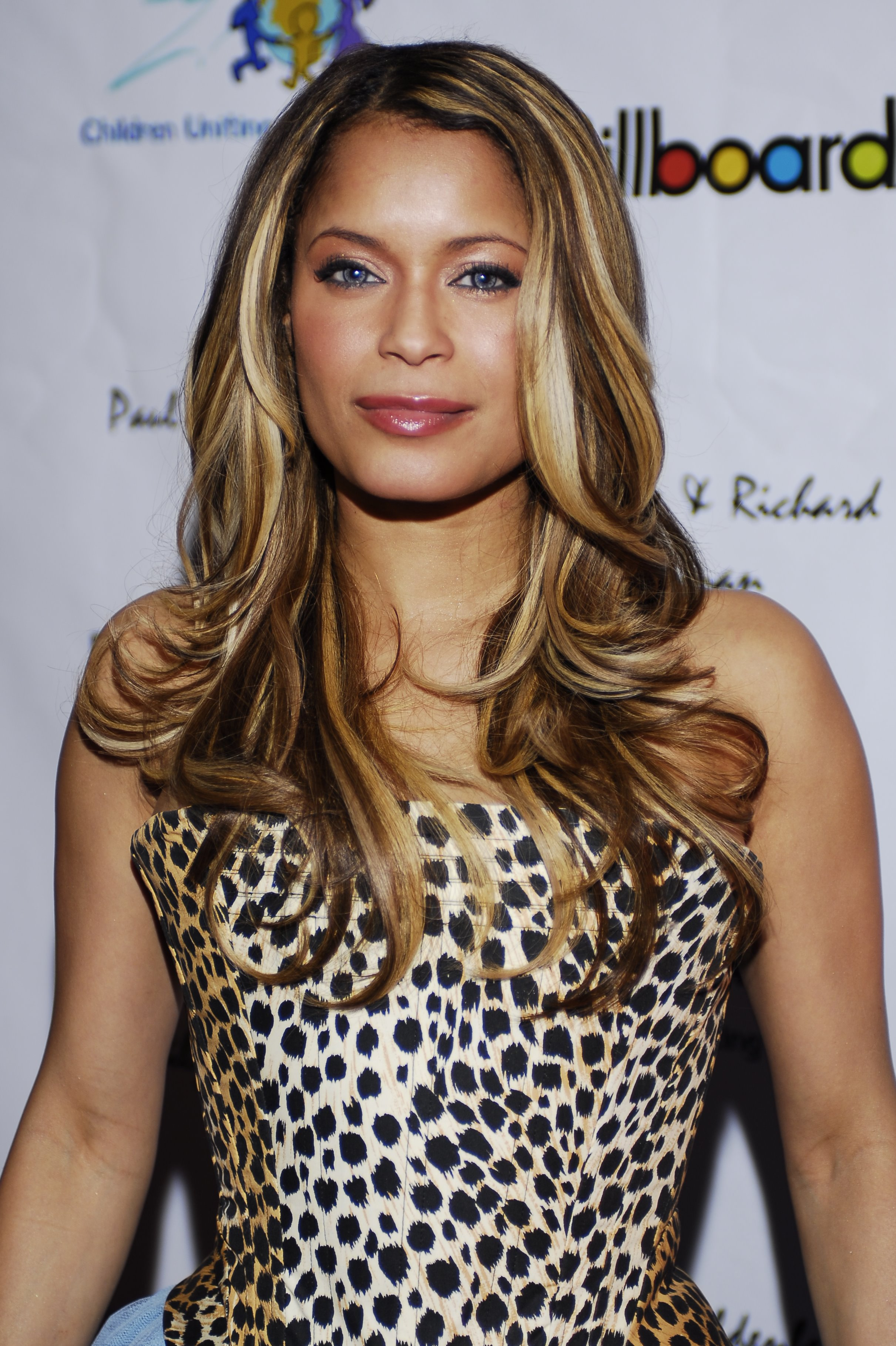
Blu Cantrell
(* 1976)

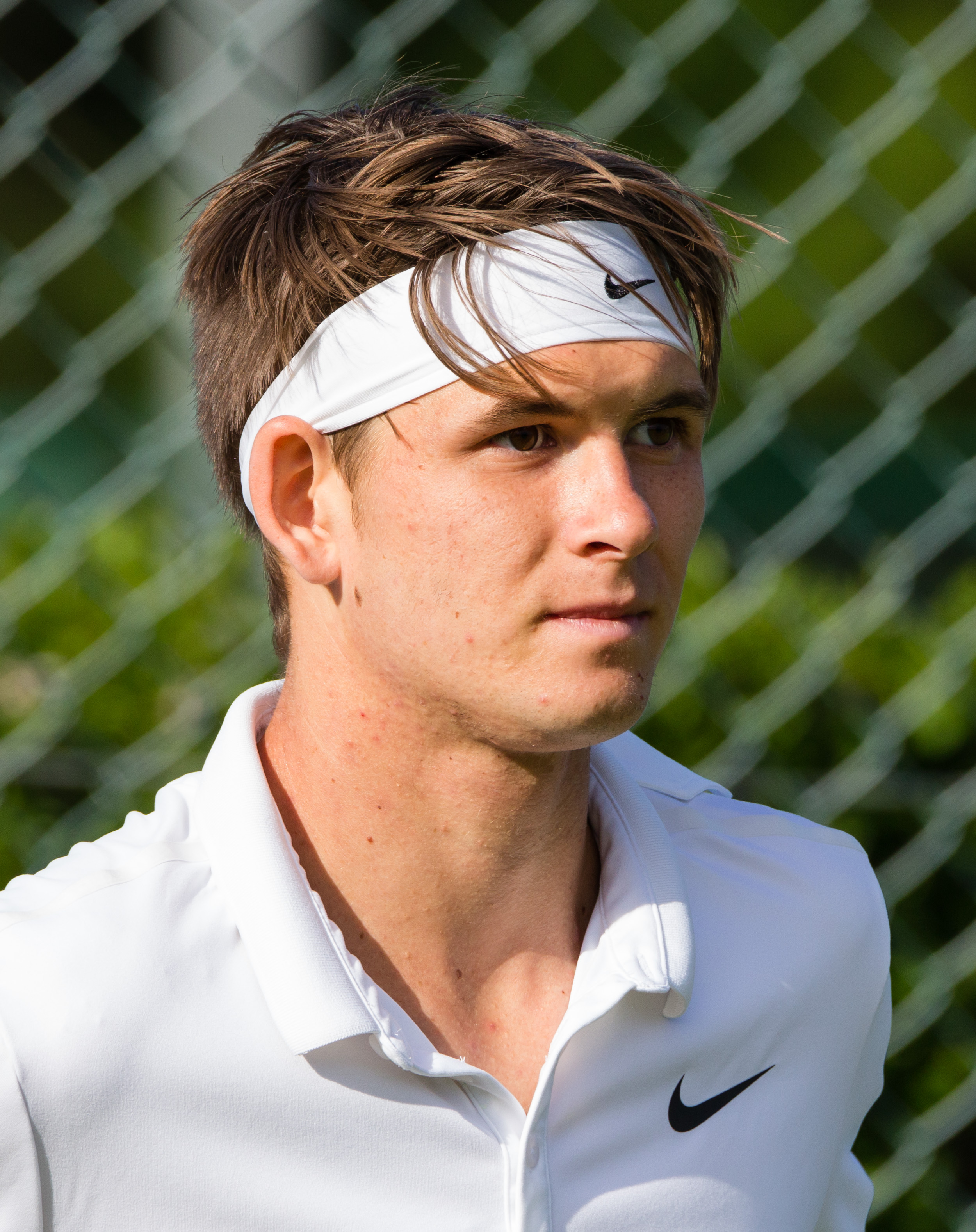
Jared Donaldson
(* 1996)

- Shanna Moakler (* 1975), Schauspielerin und Playmate
- Blu Cantrell (* 1976), R&B- und Soul-Sängerin
- Paul Konerko (* 1976), Baseballspieler
- Josh Schwartz (* 1976), Fernsehproduzent und Drehbuchautor
- Fabio Milano (* 1977), italienischer Baseballspieler[3]
- Andy On (* 1977), Schauspieler[4]
- Jesse Leach (* 1978), Sänger
- Mark Famiglietti (* 1979), Schauspieler
- Jason Estrada (* 1980), Schwergewichtsboxer
- Peter Manfredo (* 1980), Boxer
- Deon Anderson (* 1983), American-Football-Spieler
- Richie Barshay (* 1983), Jazzmusiker
- Mapei (* 1983), schwedisch-US-amerikanische Musikerin
- Michael Parkhurst (* 1984), Fußballspieler
- Michael P. Shawver (* 1984 oder 1985), Filmeditor
- Damien Chazelle (* 1985), Drehbuchautor und Filmregisseur
- Kali Reis (* 1986), Profiboxerin und Schauspielerin
- Demetrius Andrade (* 1988), Boxer
- Mike Stud (* 1988), Rapper
- Marissa Castelli (* 1990), Eiskunstläuferin[5]
- Louisa Chafee (* 1991), Seglerin[6]
- Anders Weiss (* 1992), Ruderer[7]
- Sam Berns (1996–2014), Progeriepatient und Dokumentarfilmdarsteller
- Jared Donaldson (* 1996), Tennisspieler
- Robert Capron (* 1998), Schauspieler
- Troy Pina (* 1999), kapverdischer Schwimmer

### Geburtsjahr unbekannt
- Joseph J. Solomon (* 20. Jahrhundert), Politiker, Bürgermeister von Warwick, Rhode Island

## 21. Jahrhundert
- Jvke (* 2001), Singer-Songwriter und Musikproduzent